# Taguella

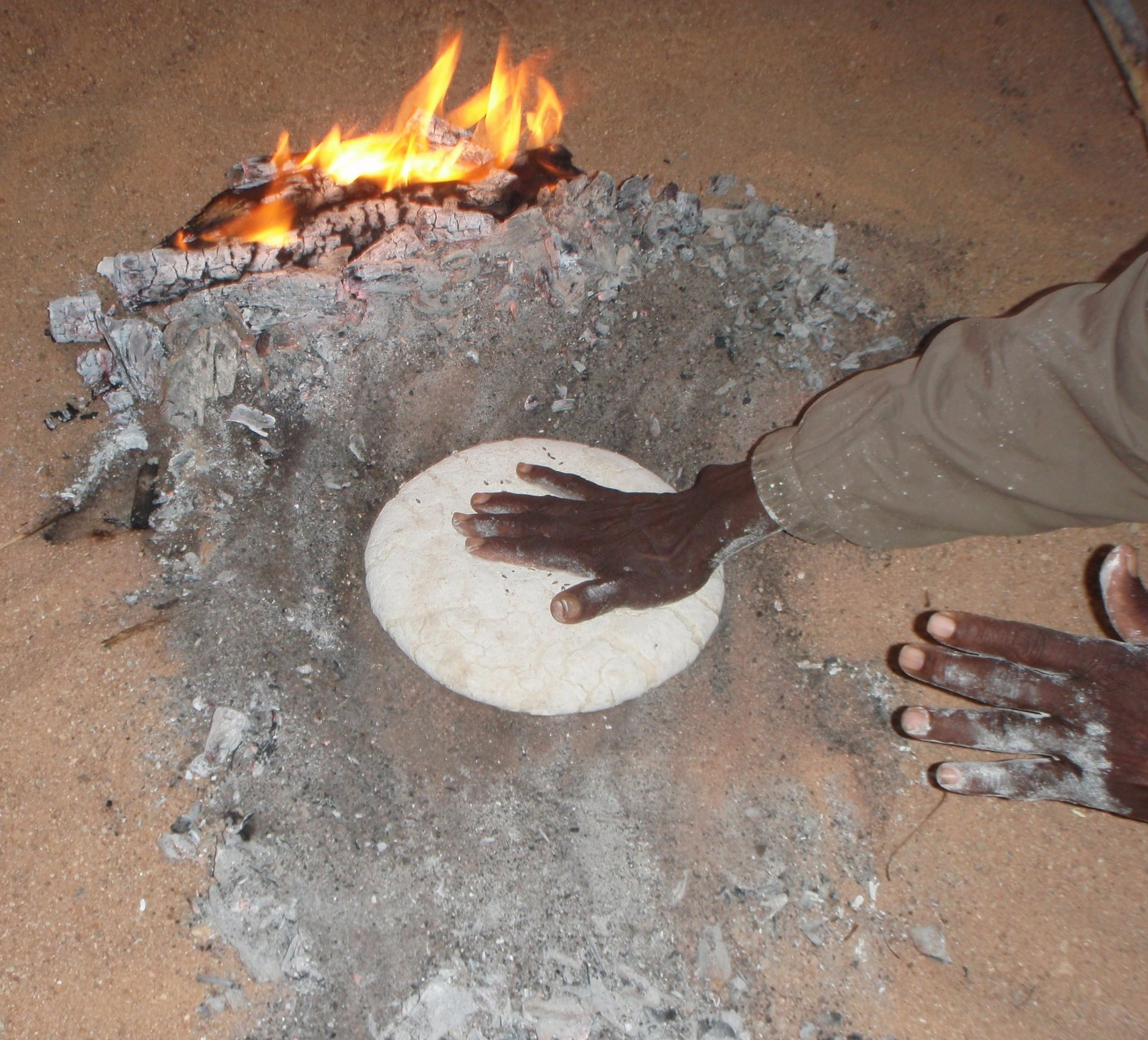
Una taguella plana cocinada en los restos de un fuego en el desierto.

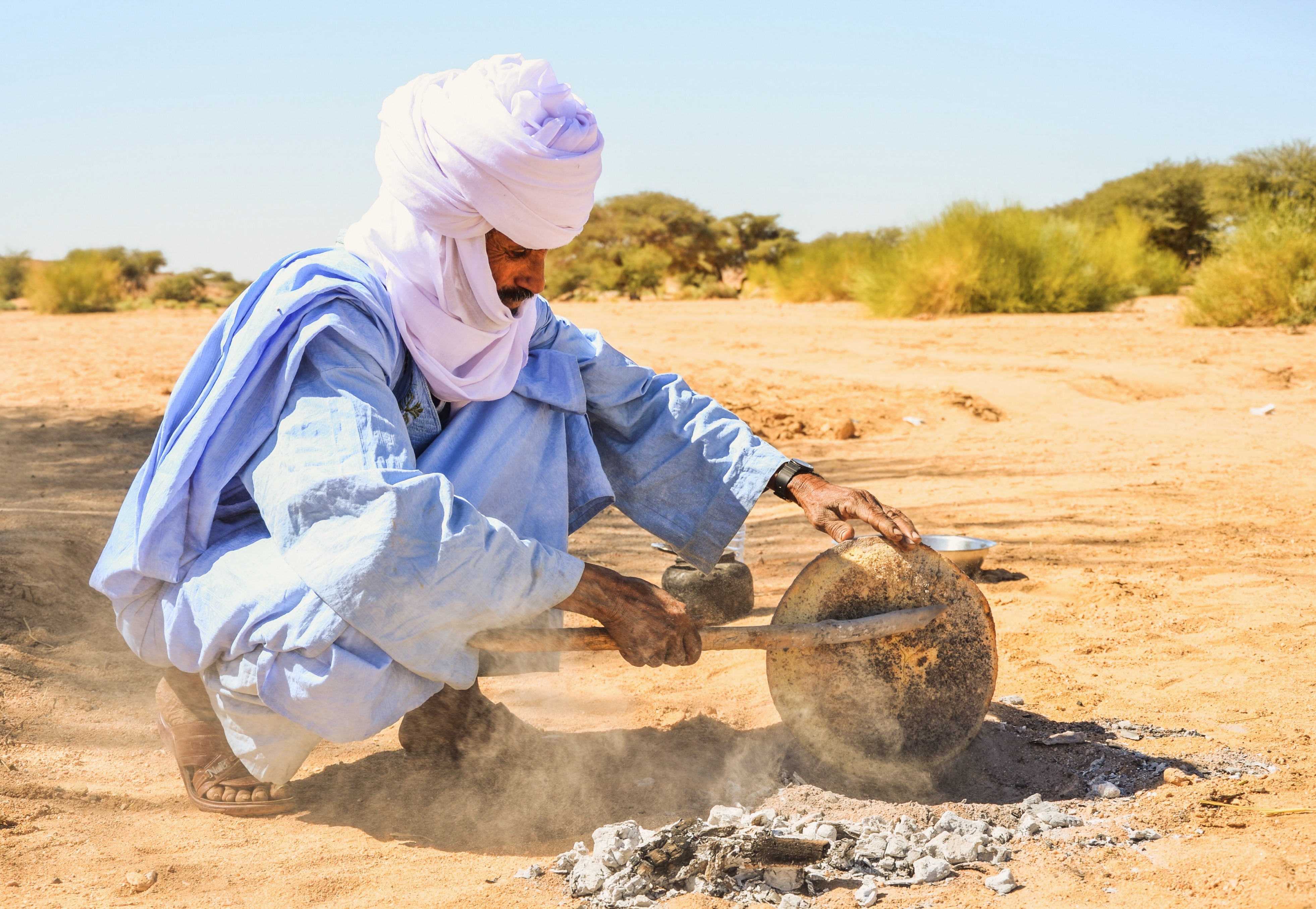
Cocinando taguella en cenizas calientes

La taguella es un pan plano, el plato básico de los tuareg que viven en el Sahara. Es un pan en forma de disco hecho de harina de trigo y cocido enterrado debajo de la arena caliente y el carbón de leña de un fuego pequeño. Luego el pan se rompe en trozos pequeños y se come con una salsa de carne.

## Descripción
Servido como plato único o con carne de oveja, acompañado de leche de cabra, camello o de oveja y té. La taguella es el plato emblemático de los tuaregs y también su base alimenticia.
La taguella es una galette espesa, sin levadura. Está hecho de sémola, trigo o mijo, a veces mezclado con harina. Después de ser amasado (durante veinte minutos) y luego cocido en las cenizas de un fuego en cenizas y arena; Con la mano derecha, los tuaregs lo comen con una salsa de tomates y verduras, o varias carnes, chili o sopa y, a veces, condimentados con hinojo silvestre.

## Cita
Para hacer una taguella, vierta en un tazón harina y agua y mezcle con una cuchara hasta que forme un líquido homogéneo con la consistencia de una salsa de espesor medio; hacemos un fuego en un lugar cubierto de arena y limpio; cuando el fuego no tiene llama y solo hay brasas se se separan a un lado y en esta arena caliente o cenizas calientes practicamos un hueco de una profundidad y anchura de 4 a 5 cm, de manera que puedan contener la mezcla de harina y el agua; vertemos esta mezcla en el hueco; luego se cubre el pan con las cenizas, y se pone un lecho de ascuas por encima de las cenizas. Cuando se considera el pan suficientemente cocido en su parte superior, se quitan las brasas y las cenizas, se vuelve el pan, y se vuelven a cubrir con brasas; cuando esté cocido, se saca el pan la ceniza de ceniza y se lava con agua y ya estará listo para ser consumido. 
Charles de Foucauld